# UNESCO-Kultur- und -Naturerbe

Logo der UNESCO

Das UNESCO-Kultur- und -Naturerbe umfasst Kulturgüter und Naturlandschaften, die von der UNESCO nach einer ihrer Konventionen oder einem ihrer Programme geschützt werden.

## Überblick
Beginnend mit der Welterbekonvention von 1972 hat die UNESCO verschiedene Konventionen und Programme initiiert, mit denen das Kultur- und Naturerbe der Menschheit geschützt und bewahrt werden soll. Das ist jedoch nicht im Sinne einer musealen Konservierung zu verstehen. Dazu schreibt die Deutsche UNESCO-Kommission (DUK):

„UNESCO-Welterbestätten, -Biosphärenreservate, -Geoparks, Formen des Immateriellen Kulturerbes und das Weltdokumentenerbe sind Zeugnisse der Geschichte und eine Basis für die Gestaltung einer friedvollen Zukunft. Sie zu erhalten, für interkulturellen Dialog und globale Partnerschaften zu nutzen und mit ihnen Zukunft zu gestalten, ist das zentrale Anliegen der UNESCO. Als einzige Organisation weltweit verbindet sie die Bewahrung von bedeutendem Kultur- und Naturerbe und der globalen Gemeingüter mit nachhaltiger Entwicklung und zeitgenössischen künstlerischen und kulturellen Ausdrucksformen.“

## Einzelne Konventionen und Programme
Die bekanntesten von der UNESCO als Kultur- und Naturerbe ausgewiesenen Objekte sind die gemäß der Welterbekonvention von 1972 in der Liste des UNESCO-Welterbes erfassten Stätten des UNESCO-Welterbes. Vorangegangen waren die Haager Konvention zum Schutz von Kulturgut bei bewaffneten Konflikten von 1954 und das UNESCO-Übereinkommen über Maßnahmen zum Verbot und zur Verhütung der unzulässigen Einfuhr, Ausfuhr und Übereignung von Kulturgut von 1970.
Im 21. Jahrhundert wurden weitere Konventionen und Programme verabschiedet, die  mit dem Schutz des Kultur- und Naturerbes in Zusammenhang stehen. Dazu zählen die Konvention zum Schutz des Kulturerbes unter Wasser, die Konvention zur Erhaltung des immateriellen Kulturerbes und die Konvention zum Schutz der kulturellen Vielfalt.
Die Biosphärenreservate beruhen auf dem Programm Der Mensch und die Biosphäre (Man and the Biosphere, MAB), die UNESCO Global Geoparks auf dem Programm International Geoscience and Geoparks und das Weltdokumentenerbe auf dem Programm Gedächtnis der Welt (Memory of the World, MOW).
Zu nennen sind außerdem die Ramsar-Konvention, das Washingtoner Artenschutzübereinkommen, die Bonner Konvention, das Seerechtsübereinkommen der Vereinten Nationen, das Übereinkommen über die biologische Vielfalt, das Unidroit-Übereinkommen von Rom von 1995 über gestohlene oder rechtswidrig ausgeführte Kulturgüter sowie die Klimarahmenkonvention der Vereinten Nationen.
Über Änderungen am Bestand des UNESCO-Kultur- und -Naturerbes entscheiden verschiedene Organe der UNESCO oder zwischenstaatliche Organisationen.

### Welterbe

Deutsche Version des Logos für das Welterbe

Das UNESCO-Welterbe umfasst die Stätten des Weltkultur- und -naturerbes, die von dem Welterbekomitee der UNESCO auf der Grundlage des 1972 verabschiedeten und 1975 in Kraft getretenen Übereinkommens zum Schutz des Kultur- und Naturerbes der Welt  anerkannt und in die Welterbeliste eingetragen wurden. Mit Stand Januar 2017 haben 193 Staaten dieses Übereinkommen ratifiziert oder sind ihm beigetreten. 183 dieser Staaten haben bei der UNESCO eine Tentativliste (Vorschlagsliste) eingereicht, in der potentielle Kandidaten für das Welterbe eingetragen sind. Aus dieser Liste darf jeder Staat pro Jahr maximal zwei Stätten für die Aufnahme in die Welterbeliste nominieren. Das Welterbekomitee entscheidet dann auf seiner jährlichen Sitzung über Aufnahme, Vertagung oder Ablehnung.
Das Welterbekomitee der UNESCO besteht aus Vertretern von 21 der Staaten, die der Welterbekonvention beigetreten sind. Es hält seit 1977 jährlich eine ordentliche Sitzung ab, bei Bedarf kommen außerordentliche Sitzungen hinzu. Darin wird über Aufnahme, Vertagung oder Ablehnung der für die jeweilige Sitzung nominierten Vorschläge entschieden, die vorher vom ICOMOS (für Kulturerbe) oder von der IUCN (für Naturerbe) begutachtet worden sind. Außerdem werden auf diesen Sitzungen Statusberichte über einzelne Welterbestätten geprüft und entschieden, welche Stätten auf die Liste des gefährdeten Welterbes gesetzt oder von ihr gestrichen werden. Ganz selten kam es bereits zur Streichung ganzer Welterbestätten oder einzelner Bestandteile von der Welterbeliste.
1978 wurde die Welterbeliste mit 12 Stätten des Weltkultur- und -naturerbes eröffnet, darunter der Aachener Dom und der Yellowstone-Nationalpark. Mit Stand Juli 2018 sind 1092 Welterbestätten aus 167 Ländern auf der Welterbeliste eingetragen, darunter 845 Kulturerbestätten, 209 Naturerbestätten und 38 gemischte Natur- und Kulturerbestätten. 37 dieser Stätten sind grenzüberschreitend oder transnational, das heißt zwei oder mehr Staaten zugeordnet. Welterbestätten, deren Bestand gefährdet ist, werden in die Liste des gefährdeten Welterbes aufgenommen. Mit Stand Juli 2018 sind dort 54 Stätten eingetragen. Zwei Welterbestätten wurden bislang von der Welterbeliste gestrichen.

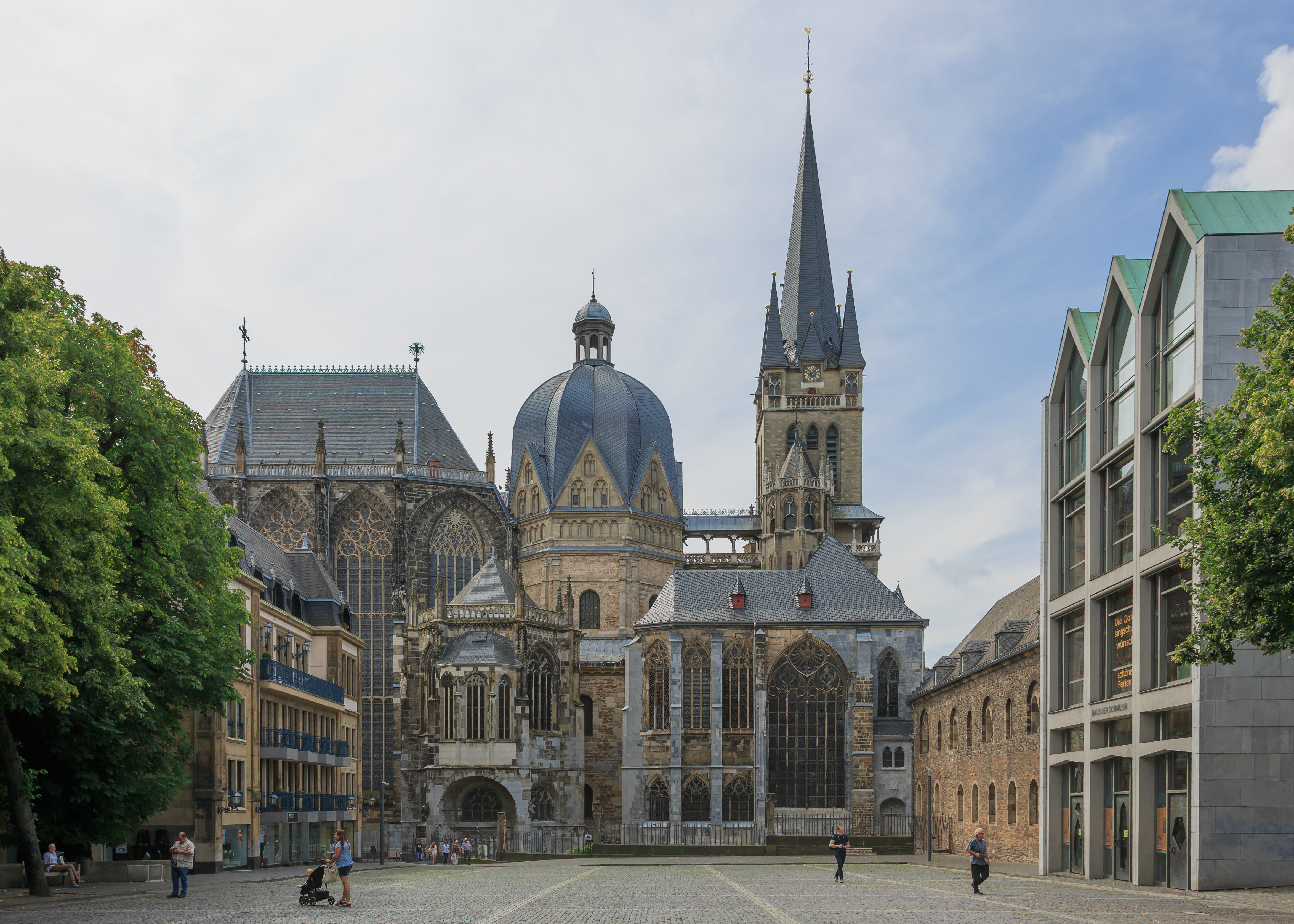
Aachener Dom
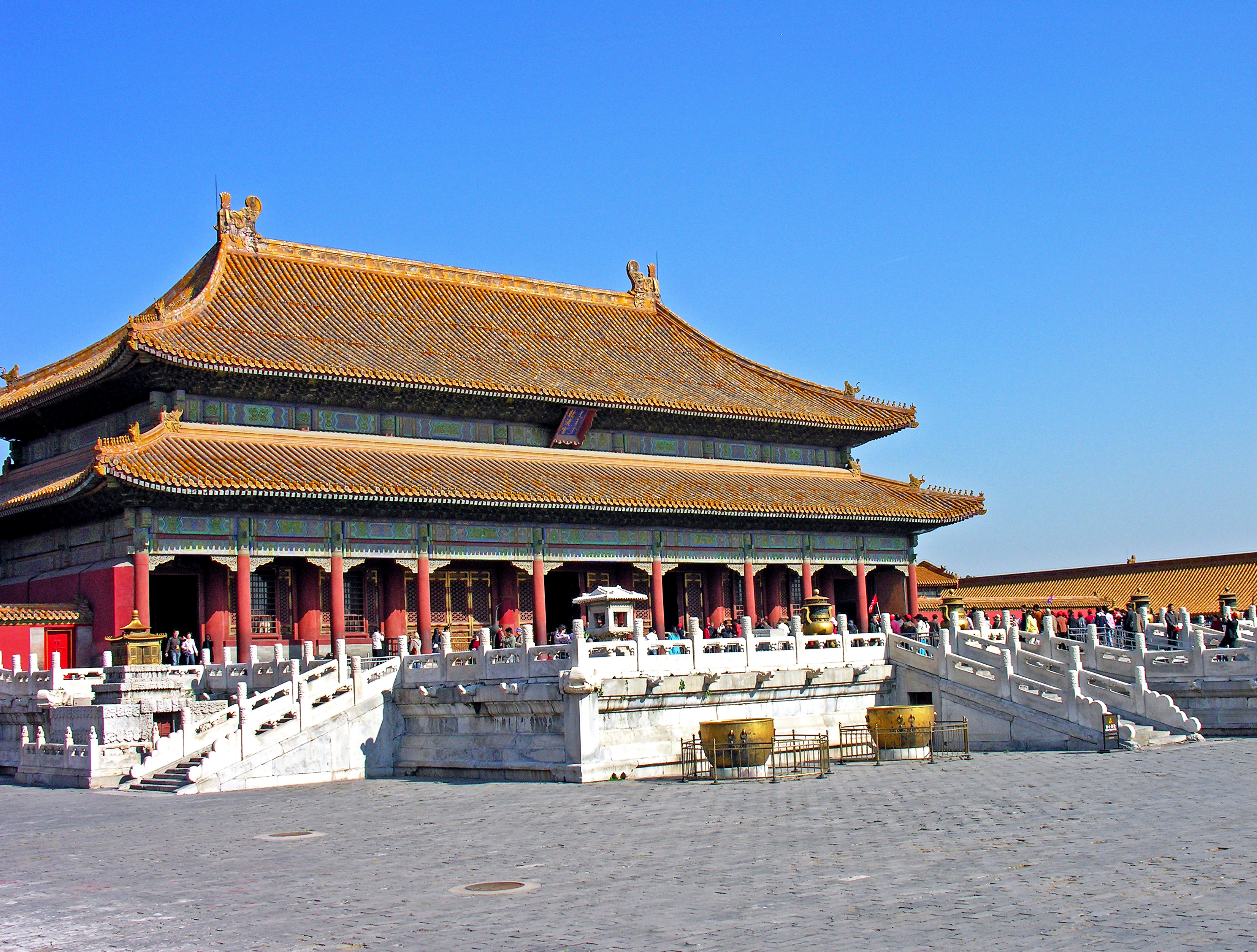
Verbotene Stadt
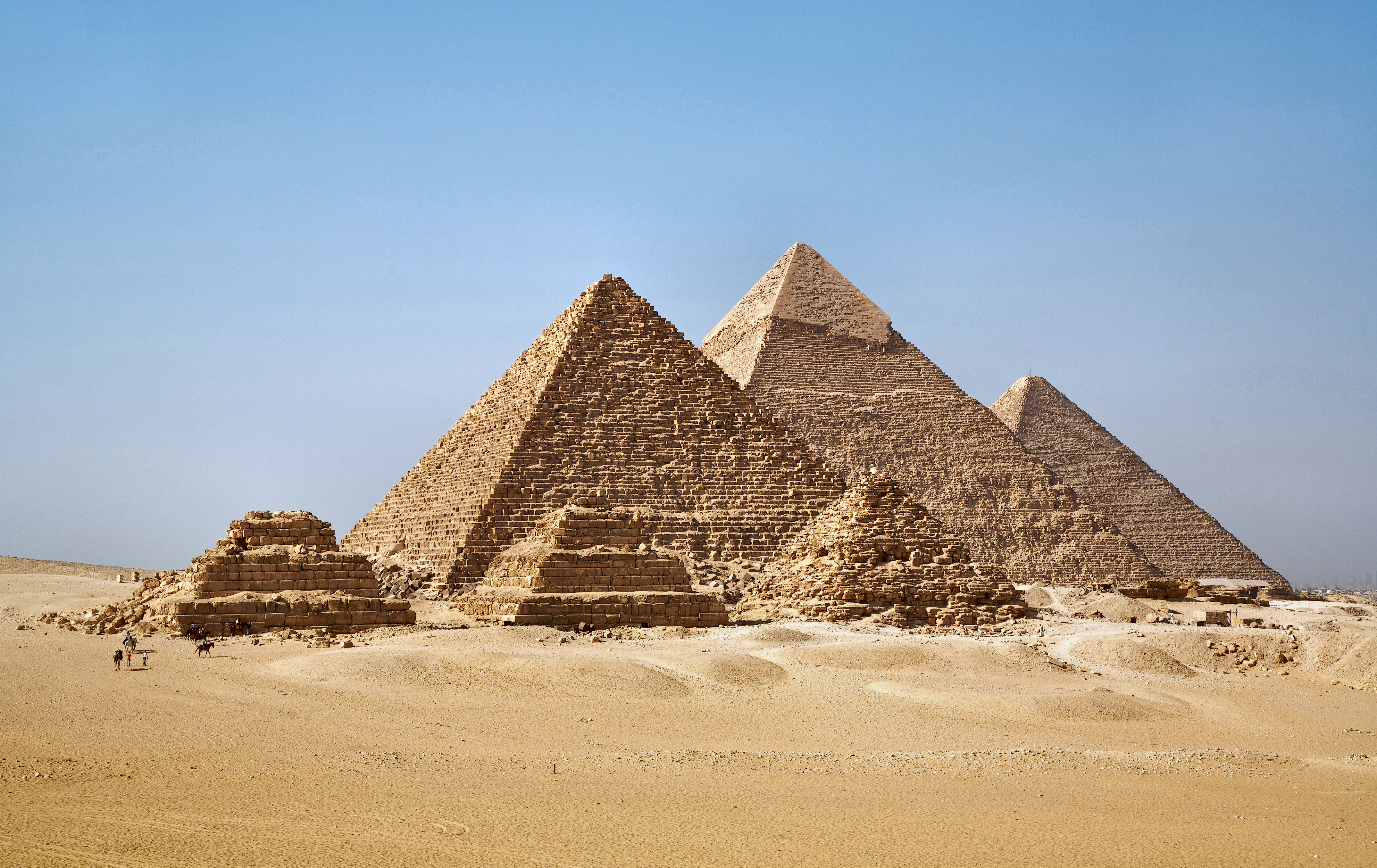
Pyramiden von Gizeh
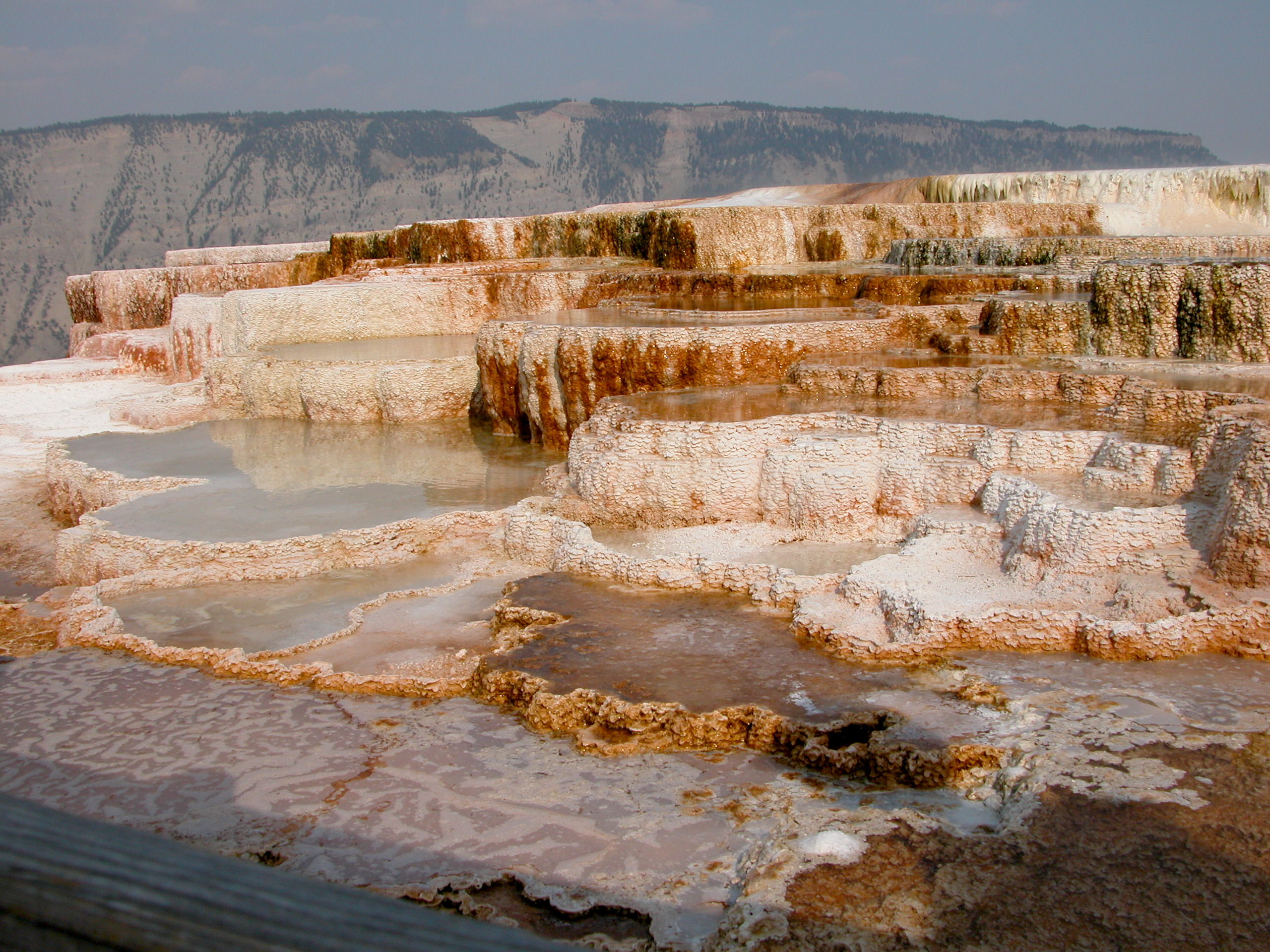
Yellowstone-Nationalpark

### Immaterielles Kulturerbe

Logo für das Immaterielle Kulturerbe

Das Immaterielle Kulturerbe umfasst kulturelle Ausdrucksformen wie z. B. Tanz, Theater, Musik, Sprachen, Handwerkstechniken, mündliche Überlieferungen, Bräuchen und Festen, die entscheidend von menschlichem Wissen und Können getragen sind, von Generation zu Generation weitervermittelt werden und dabei auch verändert werden können. Im Gegensatz zu den unbeweglichen Welterbestätten oder den beweglichen Objekten des Weltdokumentenerbes sind sie nicht materiell und damit nicht anfassbar.
Das Übereinkommen zur Erhaltung des Immateriellen Kulturerbes wurde 2003 verabschiedet und trat 2006 in Kraft. Mit Stand Juni 2016 haben 172 Staaten das Übereinkommen ratifiziert. Die UNESCO führt drei Listen für das Immaterielle Kulturerbe (Einträge Stand 2016): die Repräsentative Liste des immateriellen Kulturerbes der Menschheit (365 Einträge), die Liste des dringend erhaltungsbedürftigen immateriellen Kulturerbes (47 Einträge) und das Register guter Praxisbeispiele (17 Einträge) für modellhafte Projekte zum Schutz und zur Stärkung von Immateriellem Kulturerbe. Außerdem führt jedes Land nationale Listen über sein Immaterielles Kulturerbe, die jedoch nicht Bestandteil des Immateriellen UNESCO-Kulturerbe sind. Ein Zwischenstaatliches Komitee für die Erhaltung des Immateriellen Kulturerbes entscheidet auf seinen jährlichen Sitzungen nach eingehender Evaluierung der nominierten immaterieller Kulturgüter durch einen Beratungs- und Unterausschuss über deren Aufnahme in eine der drei Listen des immateriellen Kulturerbes.
Im Rahmen ihres 1997 ins Leben gerufenen Vorläuferprogramms Meisterwerke des mündlichen und immateriellen Kulturerbes hatte die UNESCO bereits in den Jahren 2001, 2003 und 2005 insgesamt 90 besonders erhaltenswerte immaterielle Kulturgüter anerkannt, die 2008 offiziell in die Repräsentative Liste übertragen wurden.

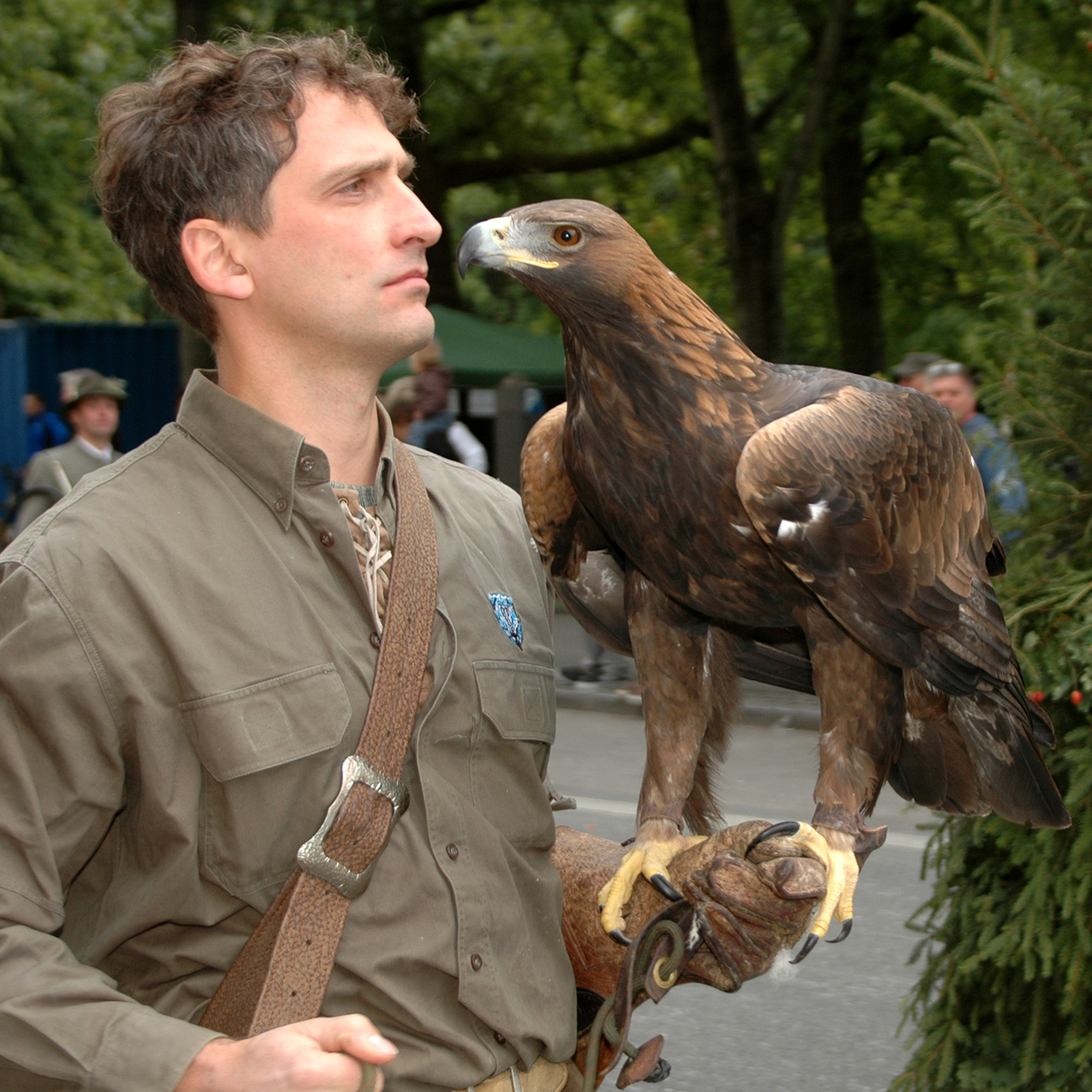
Falknerei
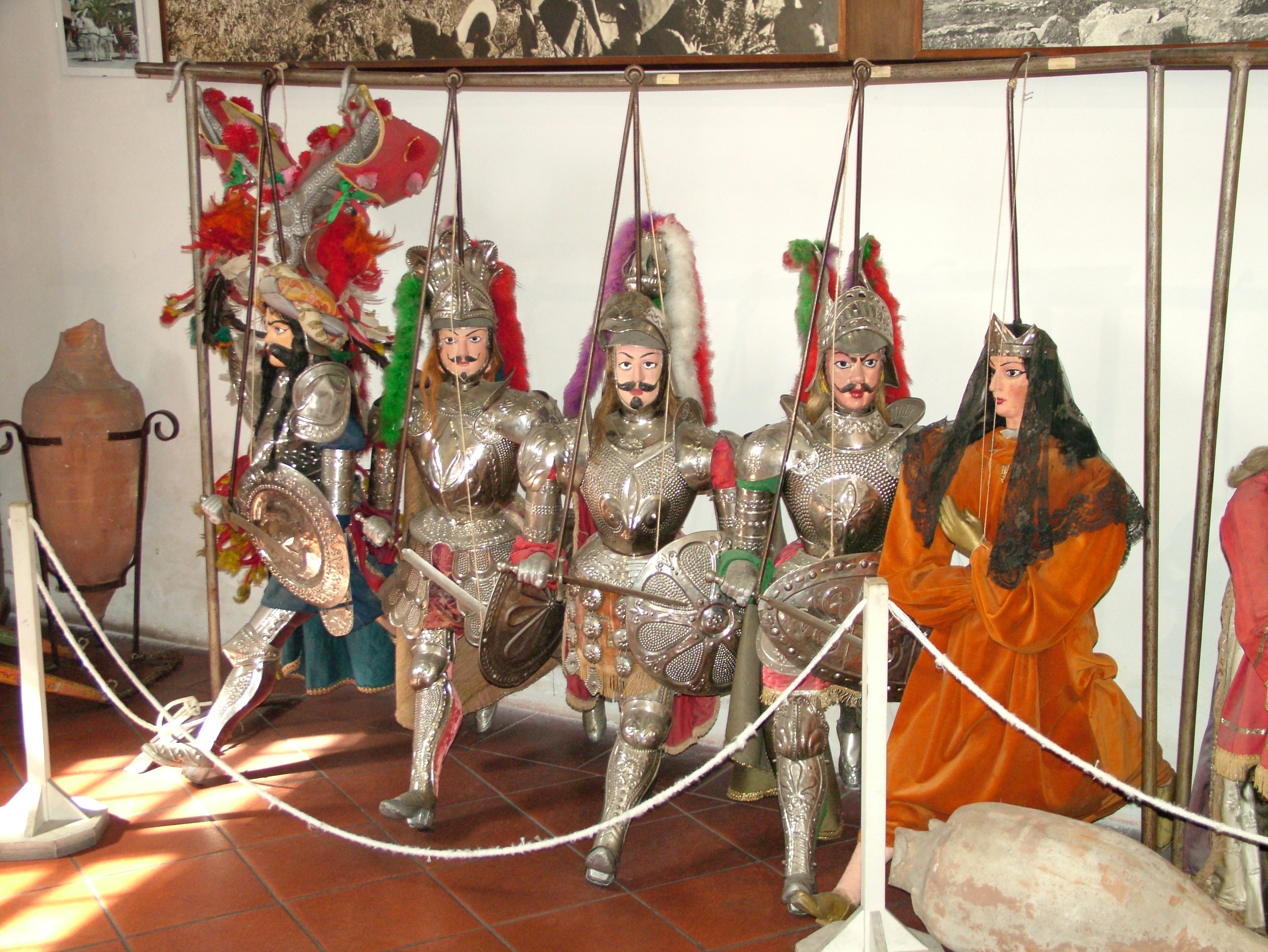
Sizilianisches Marionettentheater
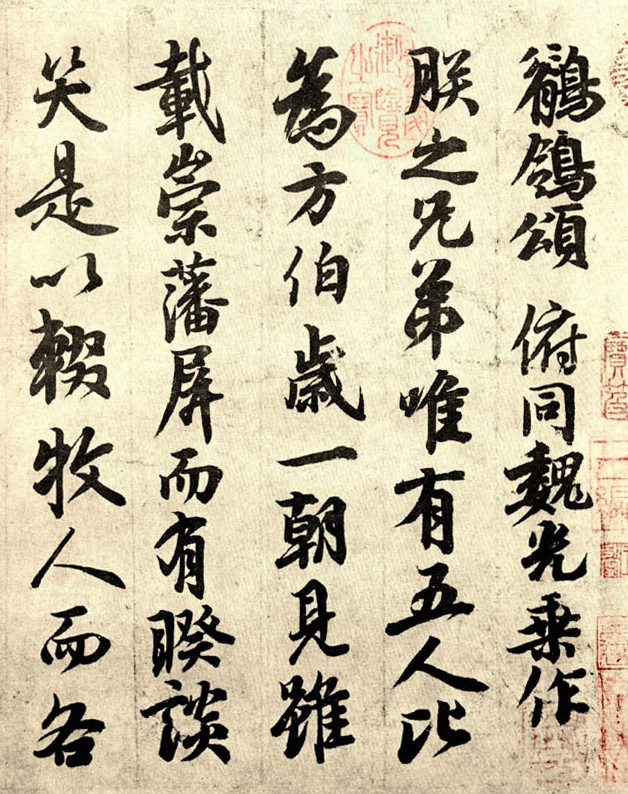
Chinesische Kalligrafie
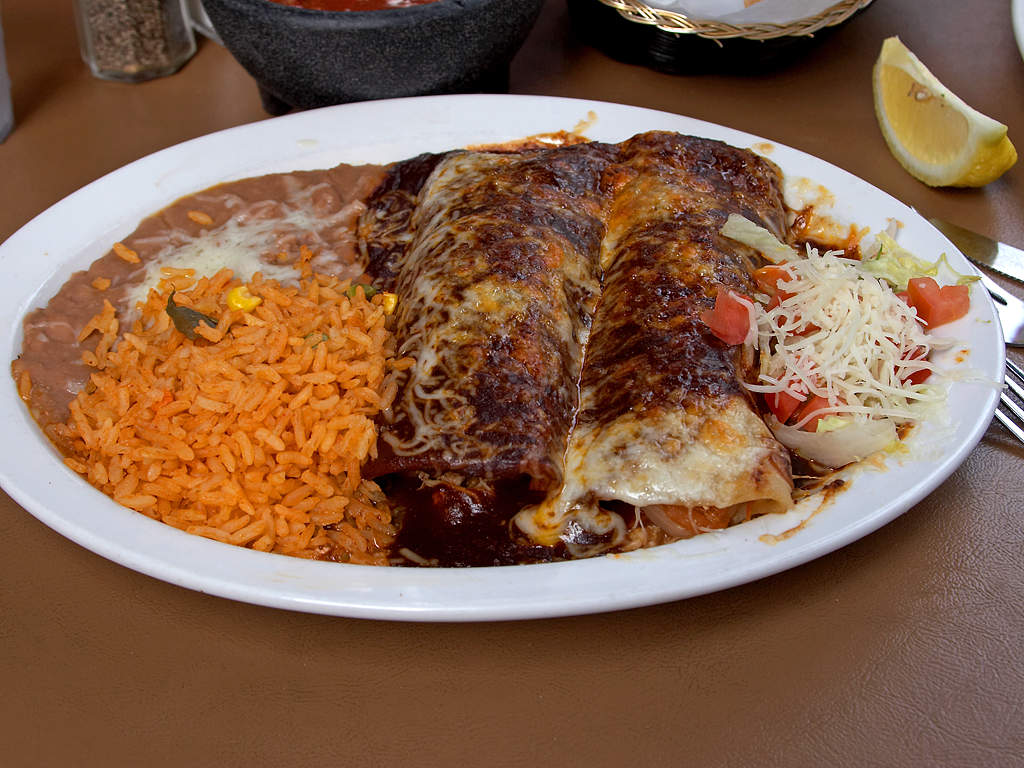
Mexikanische Küche
Táncház

### Kulturerbe unter Wasser

Logo der Deutschen UNESCO-Kommission für Kulturerbe unter Wasser

Das Unterwasserkulturerbe umfasst Zeugnisse menschlicher Kultur, die mehr als 100 Jahre unter Wasser gelegen haben und von historischer oder kultureller Bedeutung sind. Dazu zählen u. a. Schiffswracks und deren Inhalte sowie versunkene Städte oder andere Kulturstätten. Das Unterwasserkulturerbe wird durch die Konvention zum Schutz des Kulturerbes unter Wasser geschützt, die 2001 verabschiedet wurde und 2009 in Kraft trat. Mit Stand 2016 haben 56 Staaten die Konvention ratifiziert.
Durch die Konvention werden nicht bestimmte einzelne Kulturgüter unter besonderen Schutz gestellt, sondern sie enthält generelle Schutzprinzipien für Unterwasserkulturerbe, beispielsweise das Verbot jeglichen Handels mit Artefakten von Schiffswracks, die älter als 100 Jahre sind. Dadurch soll ein Plündern von unter Wasser befindlichen Kulturgütern verhindert werden. Weiter sind in der Konvention auch Richtlinien für die Unterwasserarchäologie festgelegt.

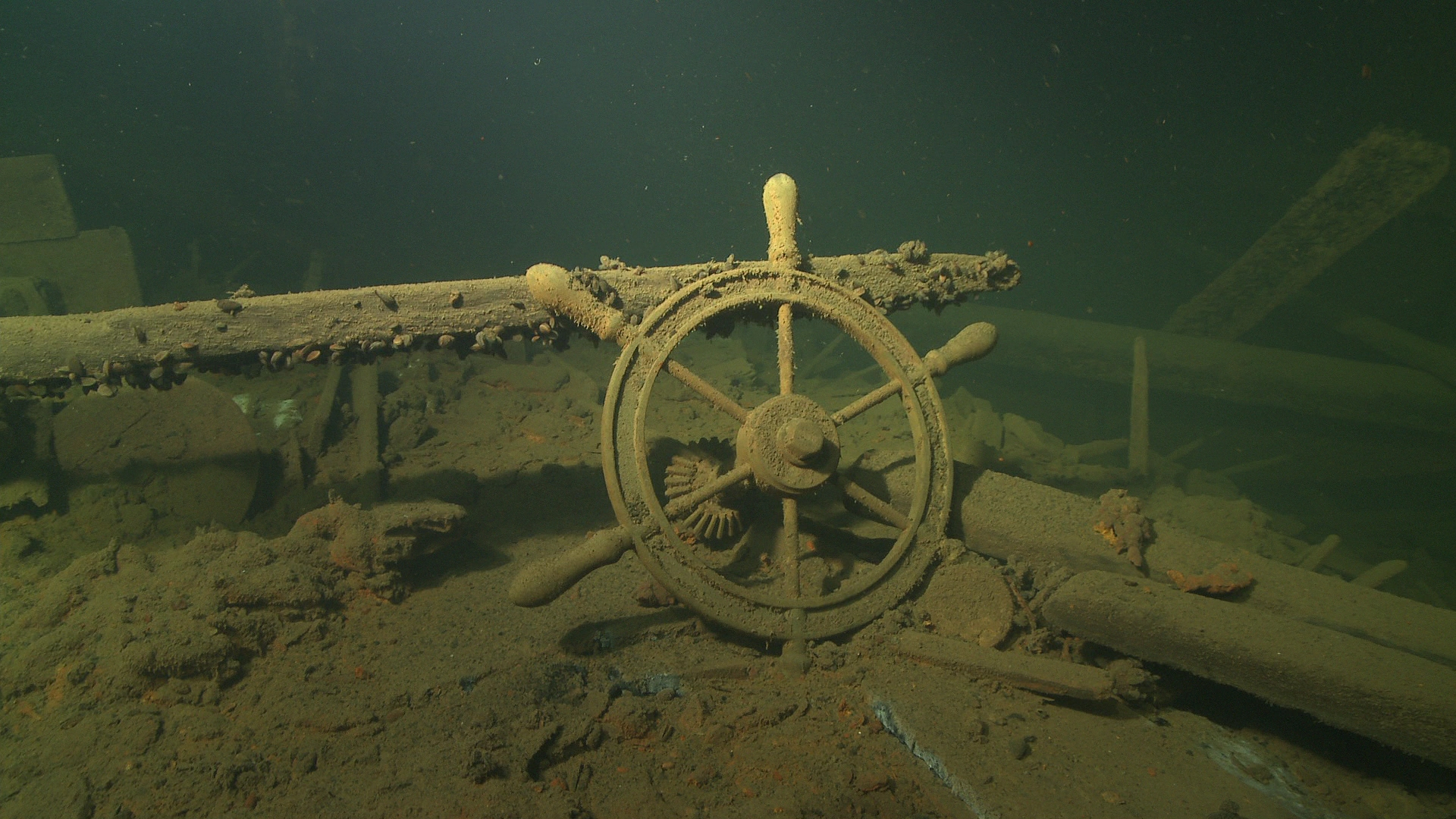
Teile eines versunkenen Schiffswracks
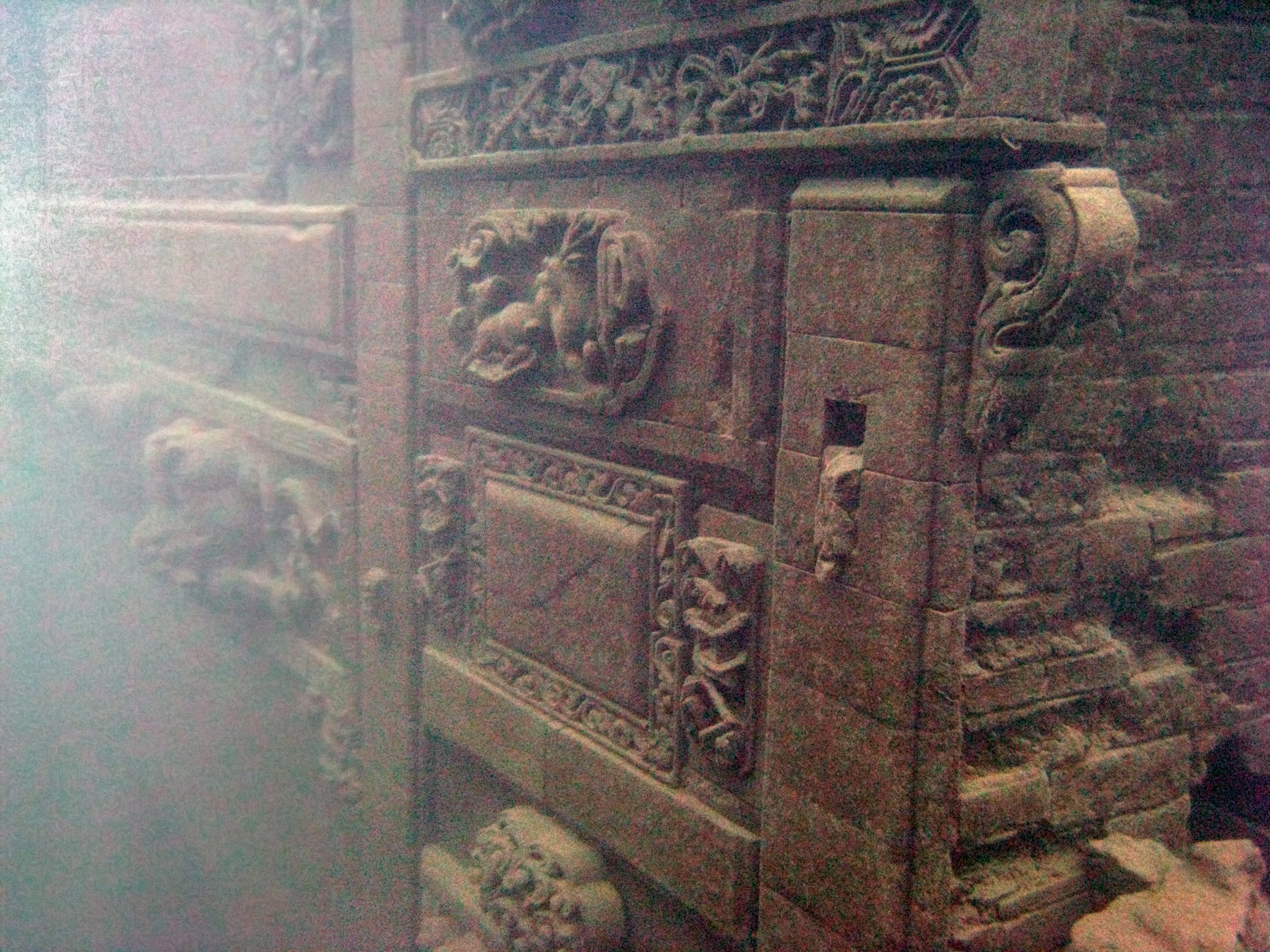
Versunkene Stadt Shi Cheng
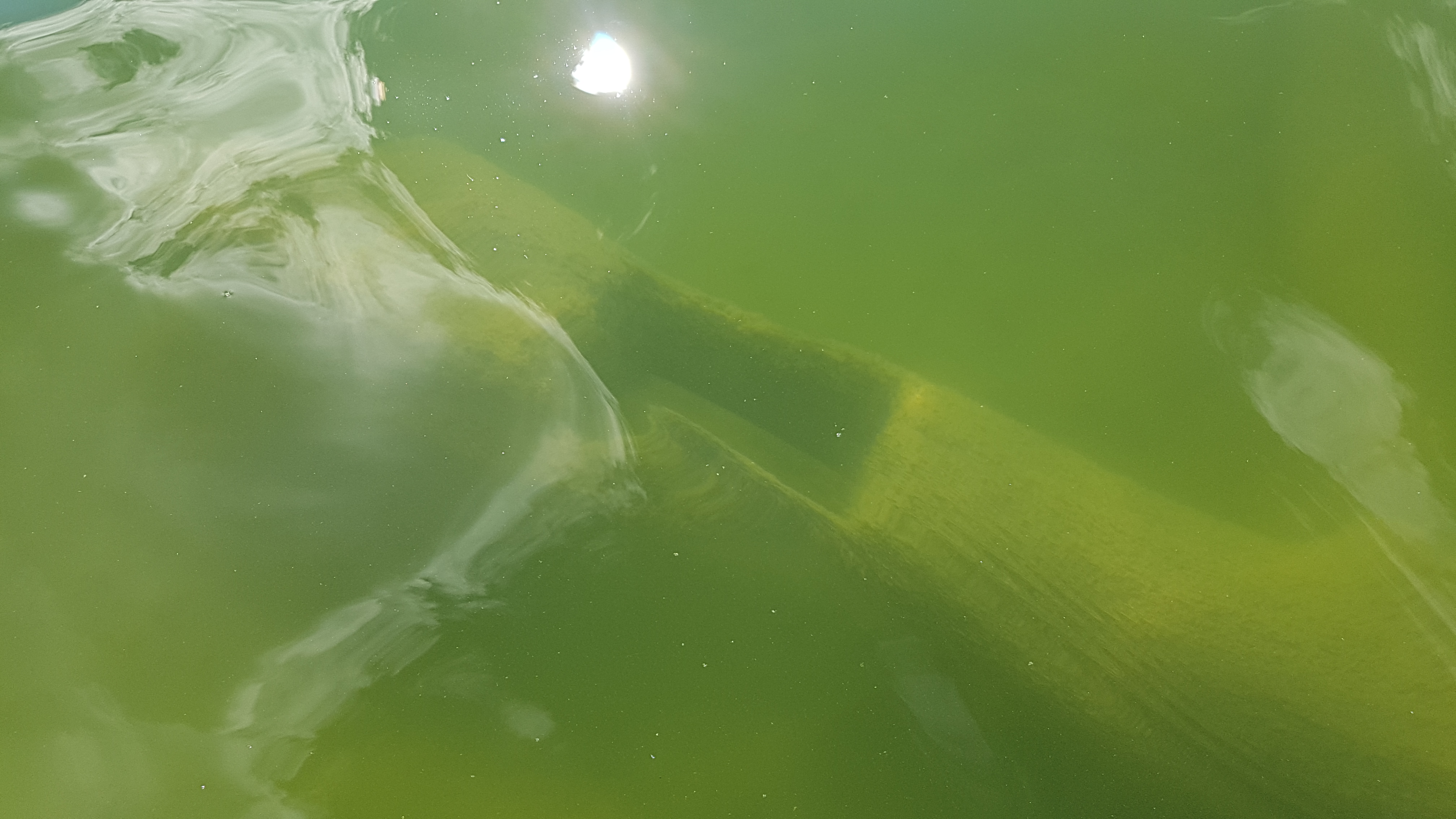
Luftbild von Bulverket
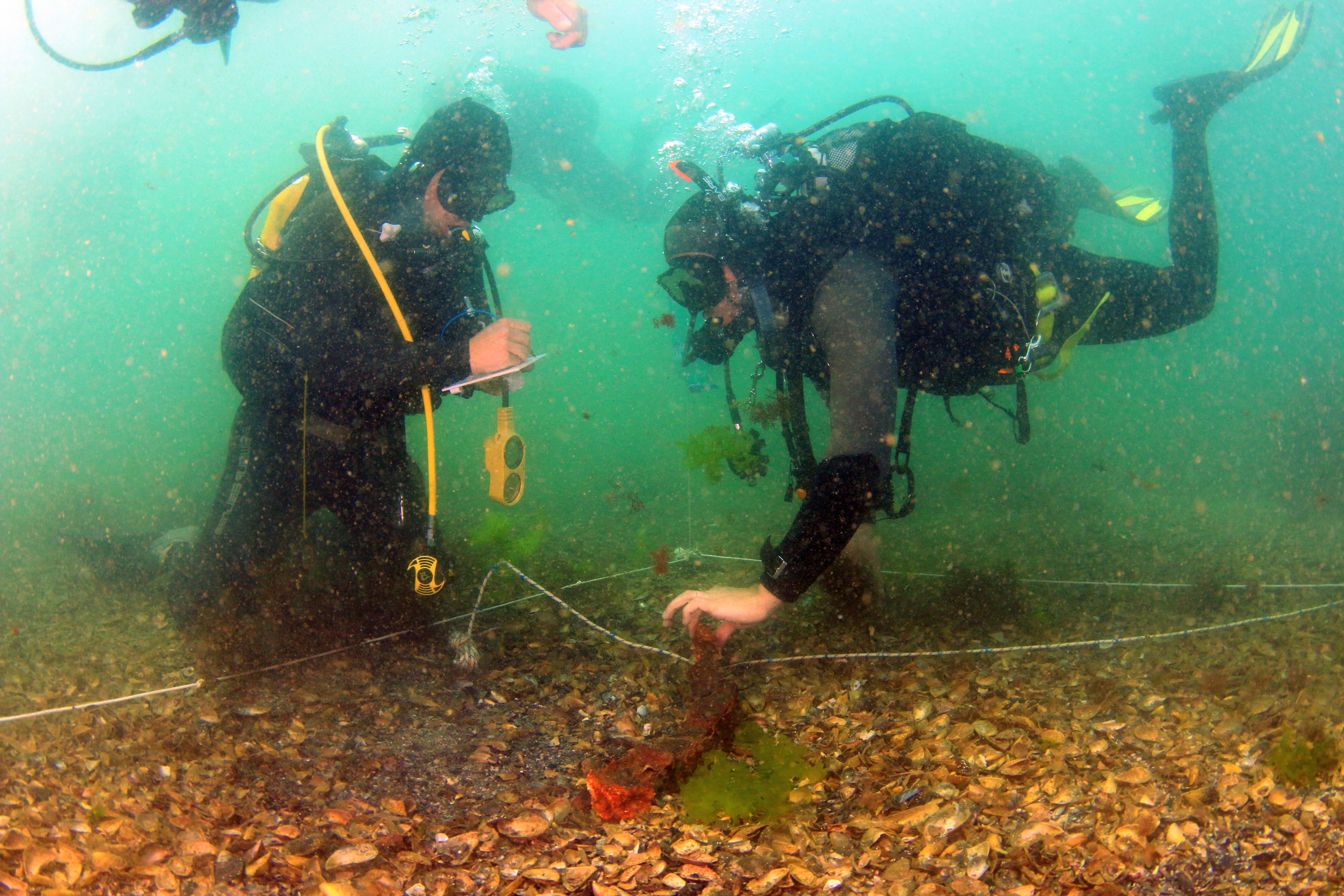
Unterwasserarchäologie

### Weltdokumentenerbe

Logo für das Weltdokumentenerbe

Das Weltdokumentenerbe umfasst ausgewählte herausragende Dokumente, darunter Bücher, Handschriften, Partituren, Unikate, Bild-, Ton- und Filmdokumente. Im Rahmen ihres 1992 gegründeten Programms Memory of the World (MOW, Gedächtnis der Welt) zum Erhalt des dokumentarischen Erbes der Menschheit führt die UNESCO ein Verzeichnis der von ihr als Weltdokumentenerbe anerkannten Dokumente.
Alle zwei Jahre kann jeder Staat maximal zwei Dokumente zur Aufnahme in das Verzeichnis nominieren. Der Generaldirektor des UNESCO-Sekretariats entscheidet über die Aufnahme von Dokumenten in das Weltdokumentenerbe, nachdem die Nominierungen durch ein von ihm berufenes Internationales Komitee (International Advisory Committee) geprüft wurden. Mit Stand 2017 enthält die Liste des Weltdokumentenerbes 427 Dokumente aus 107 Staaten.

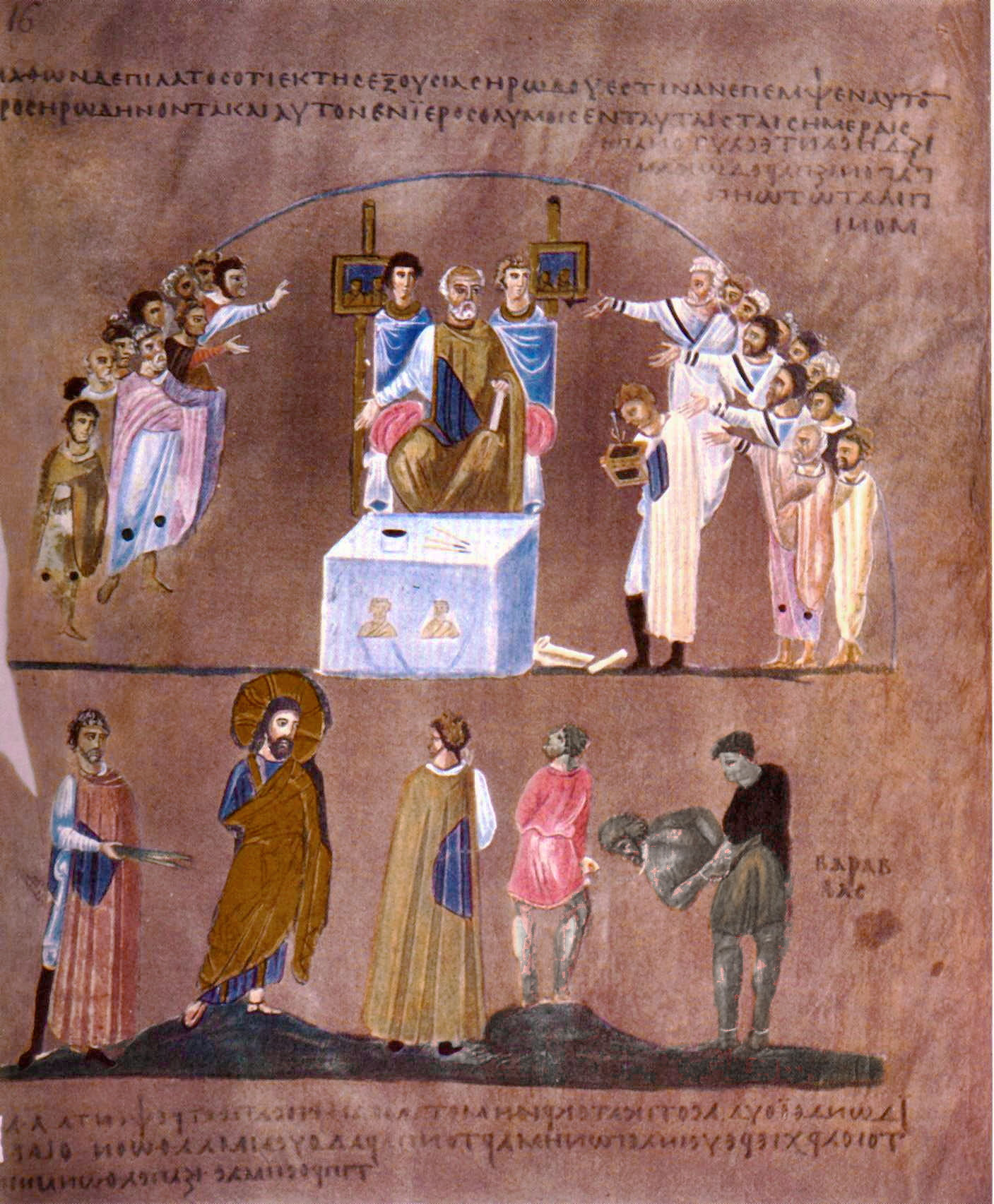
Codex purpureus Rossanensis
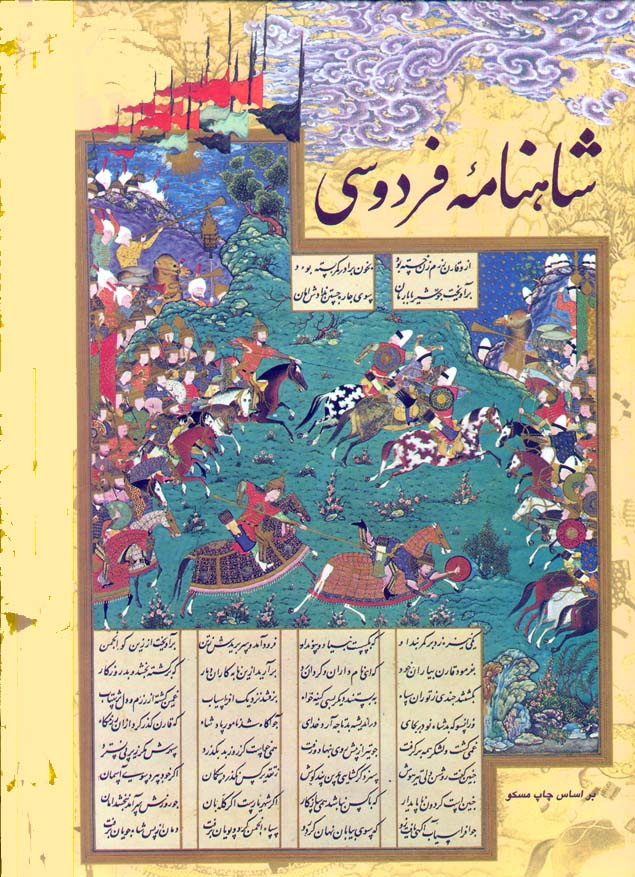
Schāhnāme
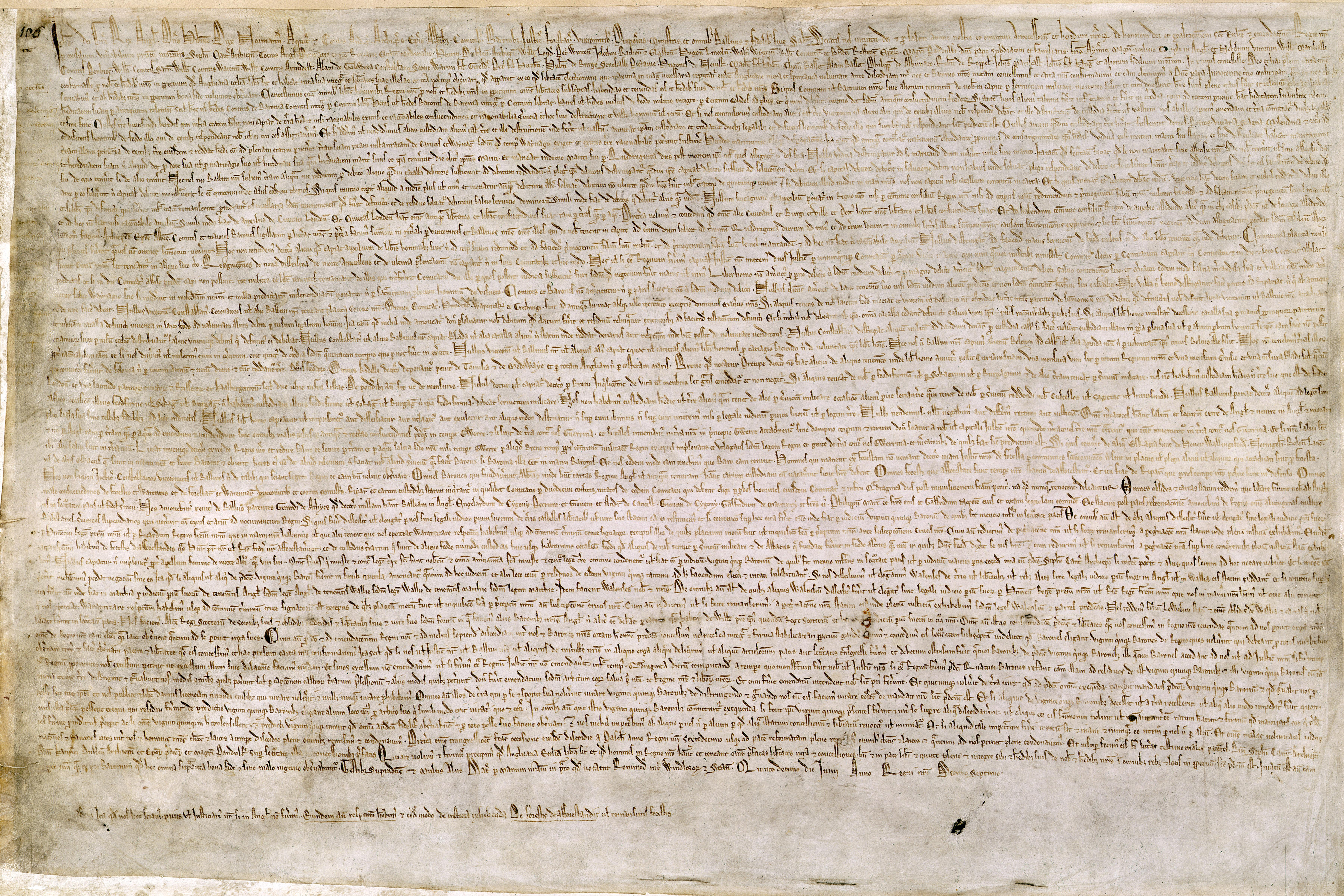
Magna Carta
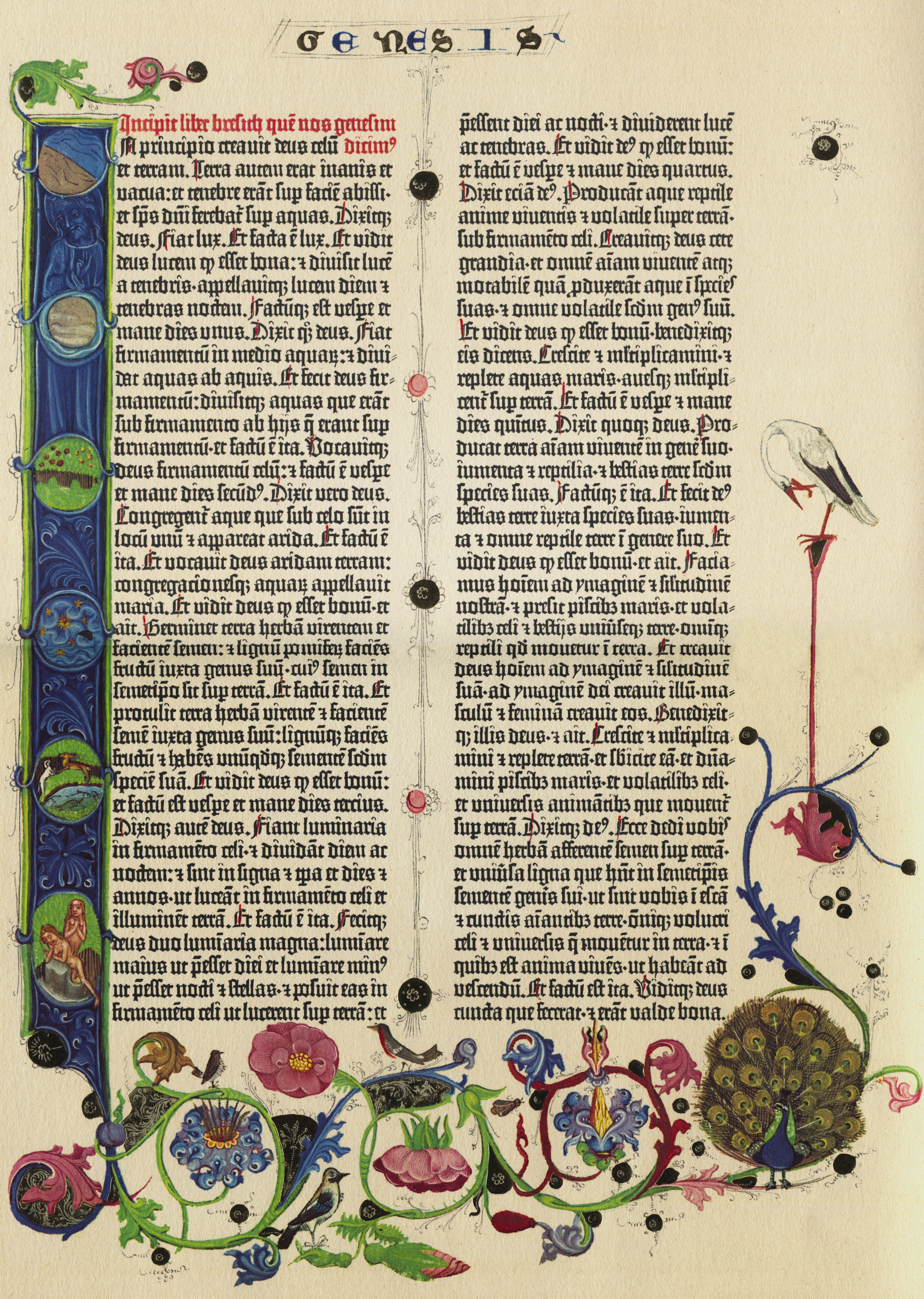
Gutenberg-Bibel
Waldseemüller-Karte

### Biosphärenreservate

Logo des Programms Man and the Biosphere

Biosphärenreservate sind Modellregionen aus dem UNESCO-Programm Man and the Biosphere (MaB, Mensch und Biosphäre), in denen das harmonische Miteinander von Mensch und Natur gefördert werden soll.
Der Internationale Koordinationsrat des UNESCO-Programms „Der Mensch und die Biosphäre“ (MAB) entscheidet über die Anerkennung von zunächst nach Landesrecht ausgewiesenen Biosphärenreservaten als UNESCO-Biosphärenreservat. Mit Stand 2016 gibt es weltweit 651 dieser Biosphärenreservate.

### Global Geoparks

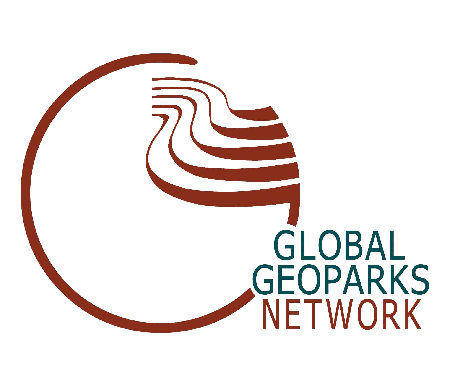
Logo des Global Geoparks Network

UNESCO Global Geoparks aus dem UNESCO-Programm International Geoscience and Geoparks sind Landschaften und geologische Stätten von internationaler geowissenschaftlicher Bedeutung. Sie sind in dem Global Geoparks Network zusammengeschlossen.
Der UNESCO-Exekutivrat entscheidet über die von dem UNESCO Global Geoparks Council vorgeschlagenen Stätten. Mit Stand April 2018 gibt es 140 UNESCO Global Geoparks in 38 Ländern.

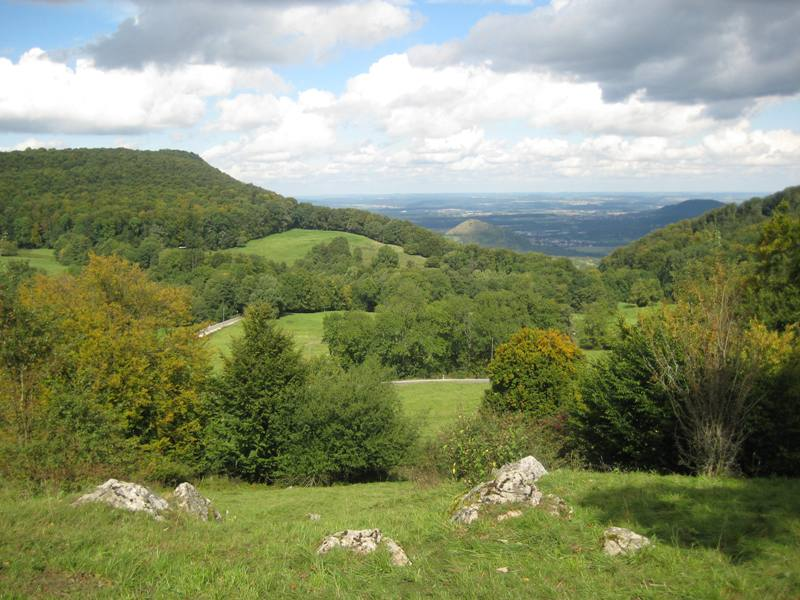
Geopark Schwäbische Alb
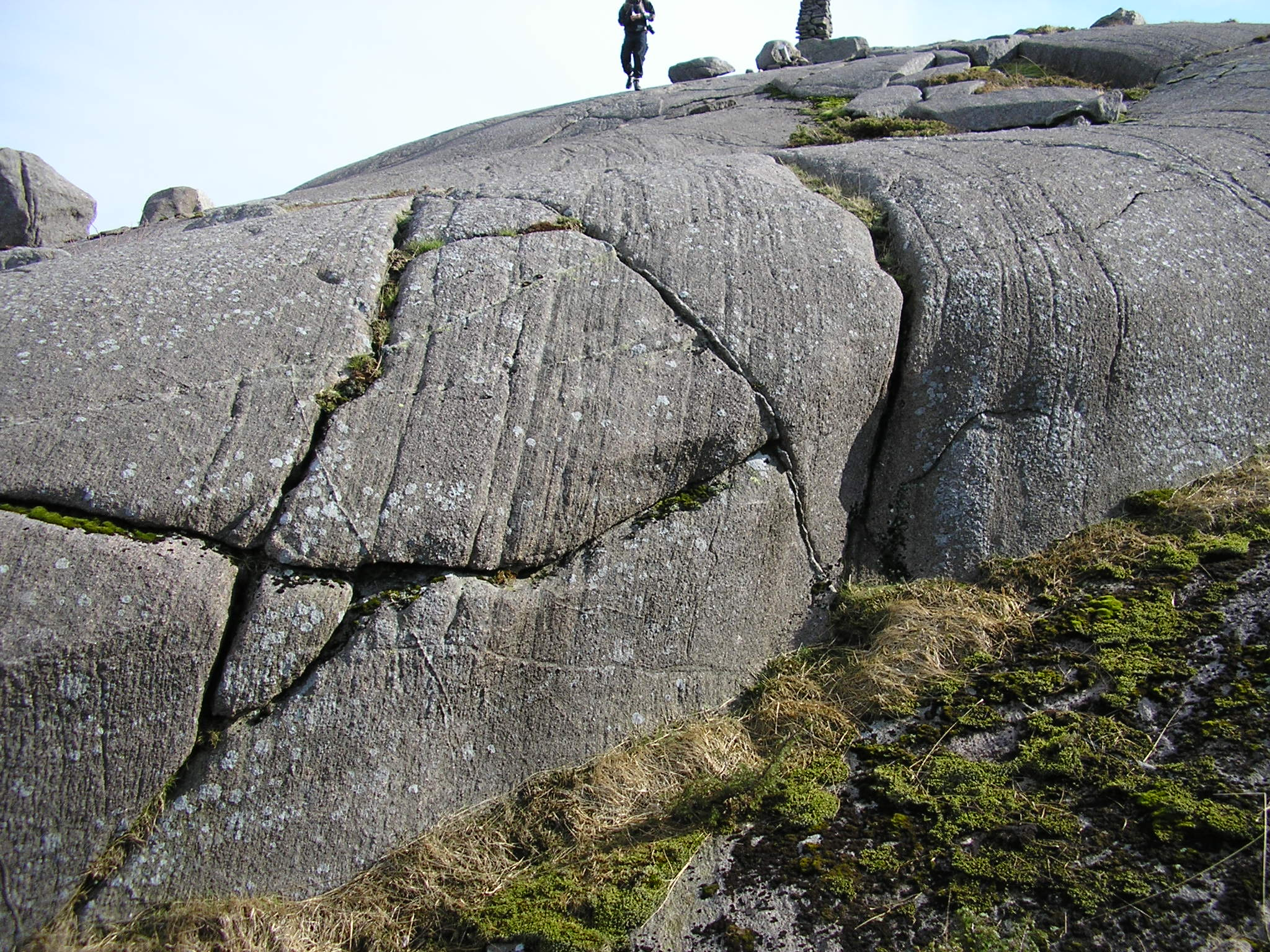
Magma Geopark
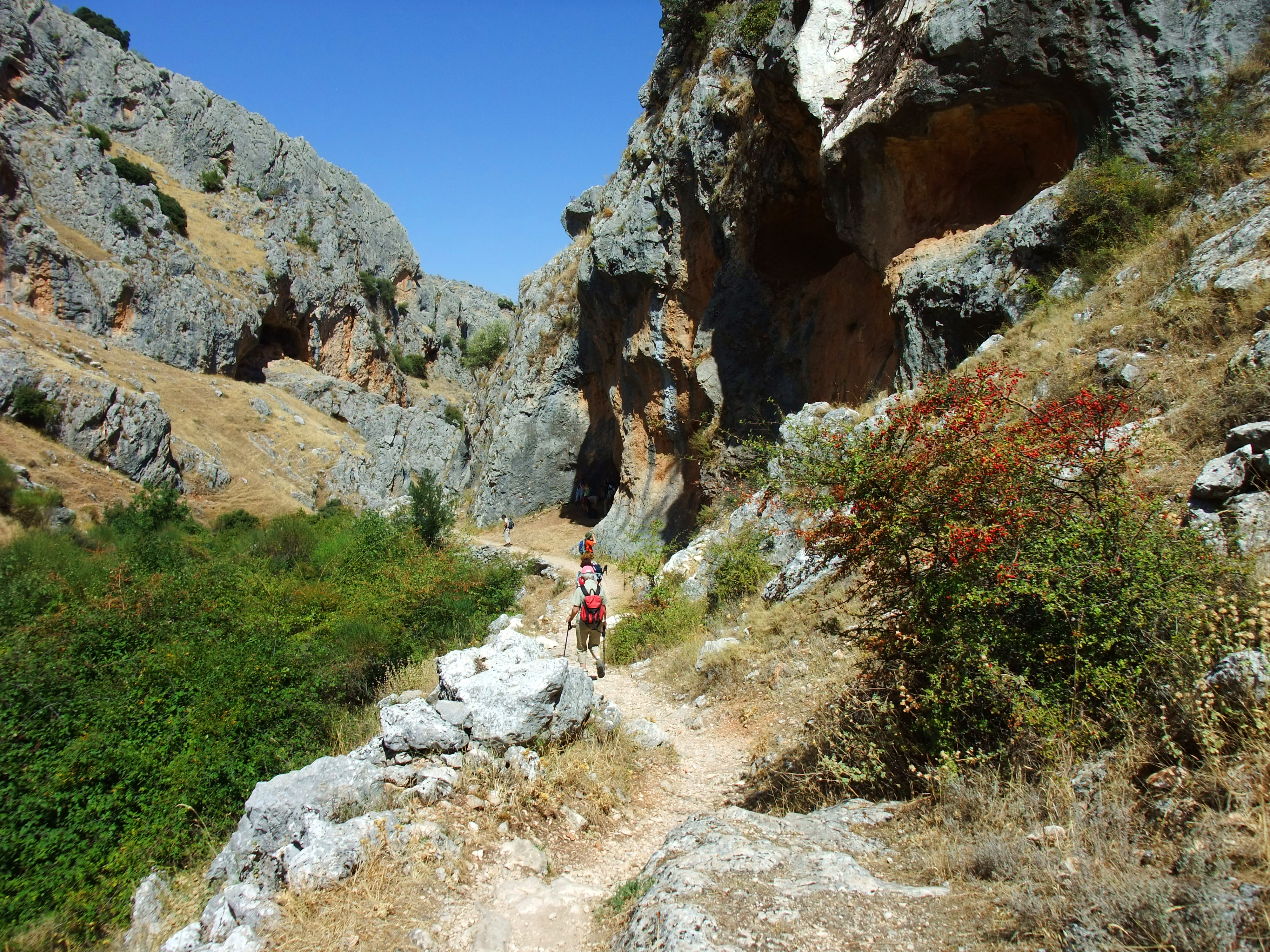
Sierras Subbéticas
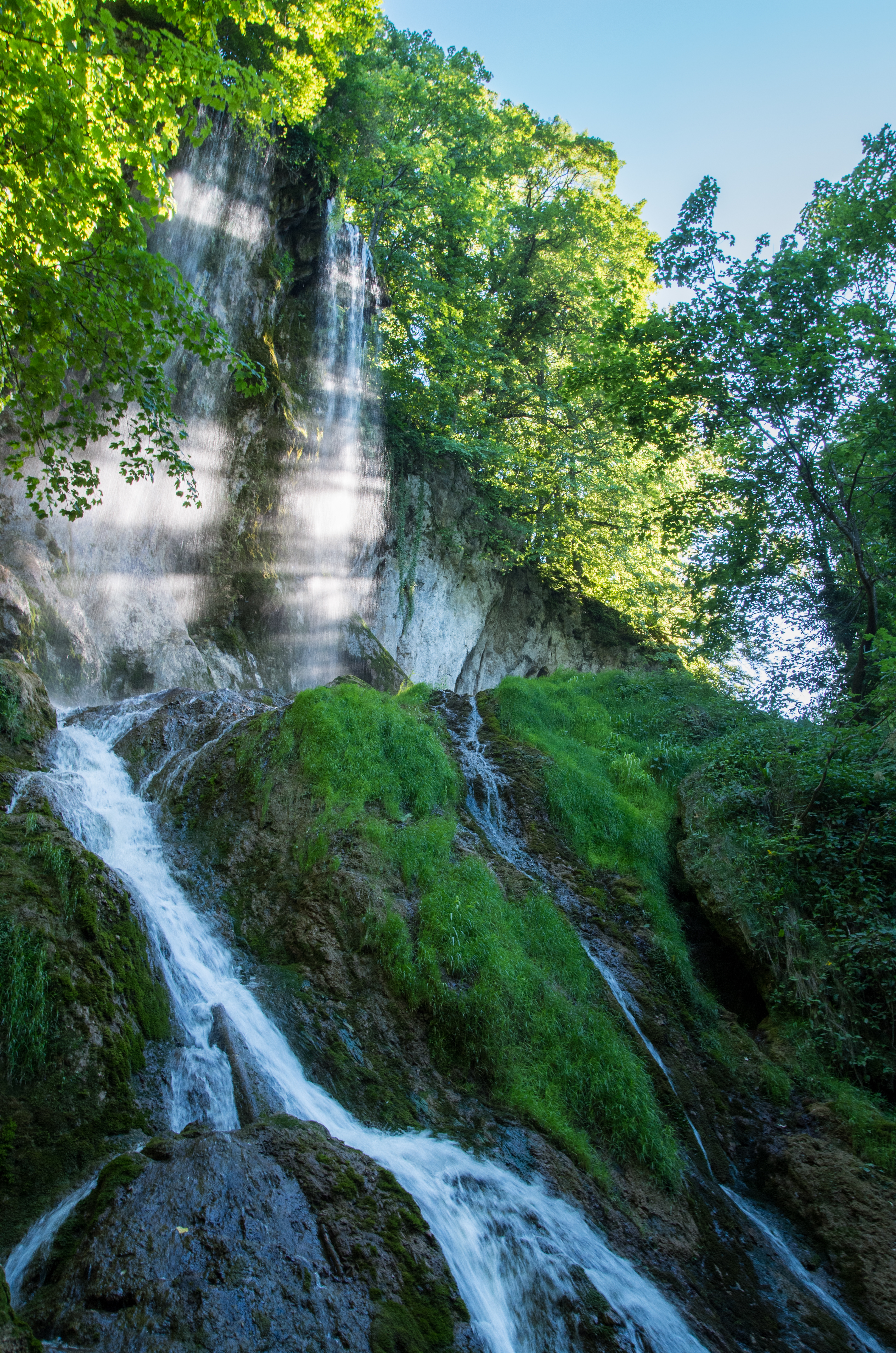
Naturpark Papuk
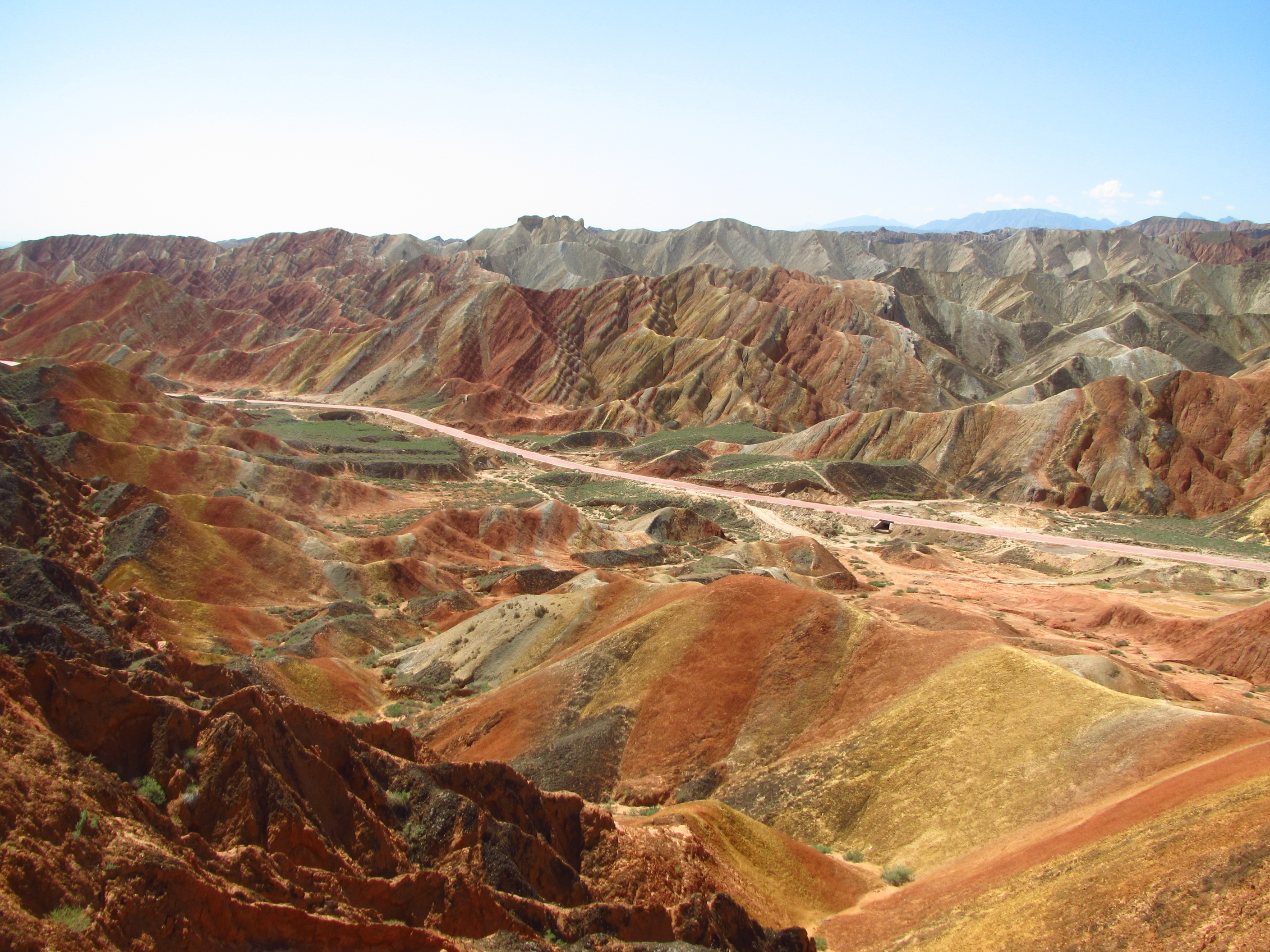
Zhangye-Danxia-Geopark